# Onthophagus fossor
Onthophagus fossor är en skalbaggsart som beskrevs av Gilbert John Arrow 1931. Onthophagus fossor ingår i släktet Onthophagus och familjen bladhorningar. Inga underarter finns listade i Catalogue of Life.